# 朱廷埼
代恭王朱廷埼（1526年—1573年），明朝第六代代王，昭王朱充燿的庶第一子。他在嘉靖十五年（1536年）受封泰興王，嘉靖二十八年（1549年）襲封代王。他在位二十四年。萬曆元年（1573年）朱廷埼去世，八年後其庶長子朱鼐鉉就嗣位。

## 家庭

### 妻妾
- 王妃陳氏[1]
- 次妃吳氏，生朱鼐鉉
- 龔氏，生朱鼐鈞、朱鼐鈺，隆慶六年（1572年）二月因二子所請受封夫人

### 子嗣
- 庶長子：代定王朱鼐鉉
- 庶二子：代康王朱鼐鈞
- 庶三子：永慶懿簡王朱鼐鈺
- 嫡四子：代世子朱鼐？

| 無 原因：明政府封之   | 明泰興國國王 1536年－1549年 | 無 原因：襲封代國，封國廢除 |
| 前任者： 父昭王朱充燿 | 明代國國王 1549年－1573年   | 繼任： 子定王朱鼐鉉         |